# Торстен Фосс
Торстен Фосс (нім. Torsten Voss; нар. 24 березня 1963) — німецький легкоатлет, який спеціалізувався на багатоборстві.
На міжнародних легкоатлетичних змаганнях до возз'єднання Німеччини представляв НДР.
По завершенні легкоатлетичної кар'єри (1994) перейшов до бобслею,

## Спортивні досягнення

### Легка атлетика
Срібний олімпійський призер з десятиборства (1988).
Чемпіон світу з десятиборства (1987). Був 7-м у десятиборстві на чемпіонаті світу (1983).
Посів 4-е місце у десятиборстві на чемпіонаті Європи (1986).
Переможець змагань з десятиборства на Кубках Європи (1985, 1987).
4-разовий чемпіон НДР з десятиборства (1982, 1983, 1987, 1990). 5-разовий чемпіон НДР в приміщенні з семиборства (1982, 1984, 1985, 1986, 1987).

### Бобслей
Посів 8-е місце в олімпійських змаганнях бобів-четвірок (1998).
Срібний (1997) та двічі бронзовий (1995, 1996) призер чемпіонатів світу з бобслею у змаганнях бобів-четвірок.
Дворазовий чемпіон Європи (1998, 2001) та срібний (1996) і чотириразовий бронзовий (1995, 1997, 1999, 2002) призер чемпіонатів Європи з бобслею.

## Визнання
- Спортсмен року в НДР (1987)